# Hypocrea pezizoides
Hypocrea pezizoides är en svampart som beskrevs av Berk. & Broome 1873. Hypocrea pezizoides ingår i släktet svampdynor och familjen Hypocreaceae.   Inga underarter finns listade i Catalogue of Life.